# Wilhelmina Ernestyna Oldenburg
Wilhelmina Ernestyna (ur. 20 lub 21 czerwca 1650 w Kopenhadze, zm. 22 lub 23 kwietnia 1706) - księżniczka Danii i Norwegii z dynastii Oldenburgów, od 1680 elektorowa Palatynatu.

## Życiorys
Urodziła się jako trzecia córka (czwarte spośród ośmiorga dzieci) króla Danii i Norwegii Fryderyka III z jego małżeństwa z królową Zofia Amelią. Jej starszym bratem był przyszły król Danii i Norwegii Chrystian V.
20 września 1671 w Heidelbergu poślubiła następcę tronu Palatynatu księcia Karola. Para nie miała dzieci. Elektorem Palatynatu jako Karol II mąż Wilhelminy Ernestyny został 28 sierpnia 1680 po śmierci swojego ojca Karola Ludwika. Po śmierci Karola II 26 maja 1685 wygasła protestancka linia Wittelsbachów Reńskich.